# Уэст-Уиком-парк

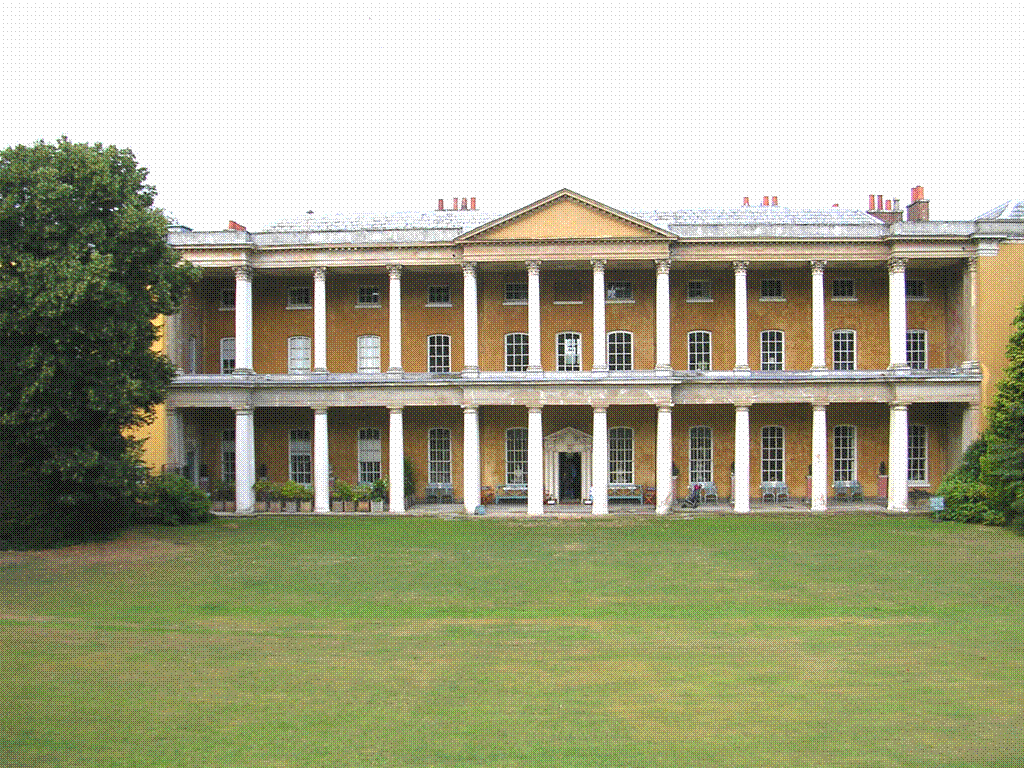
Не характерная для английского усадебного зодчества двойная колоннада на южном фасаде

Уэст-Уиком-парк (англ. West Wycombe Park) — загородный дом неподалёку от деревни Уэст-Уиком в Бакингемшире, Англия. Строился в середине XVIII века как резиденция сэра Фрэнсиса Дэшвуда — известного бонвивана, лорда-канцлера и основателя Клуба адского пламени.
Усадьба была приобретена баронетом Фрэнсисом Дэшвудом и его братом Сэмюэлом в 1698 году. Баронет разрушил существовавший к тому времени господский дом и построил неподалёку на возвышенном месте новый.
Палладианская архитектура Уиком-парка следует образцам венецианских вилл позднего Возрождения.